# Dům Osborne
Dům Osborne, někdy označován pouze jako městský dům č. p. 971, je řadový dům v ulici Zámecký vrch 971/45 na okraji čtvrti Westend v Karlových Varech.
Stavba byla prohlášena za kulturní památku, památkově chráněna je od 22. května 1991, rejstř. č. ÚSKP 46147/4-4551.

## Historie

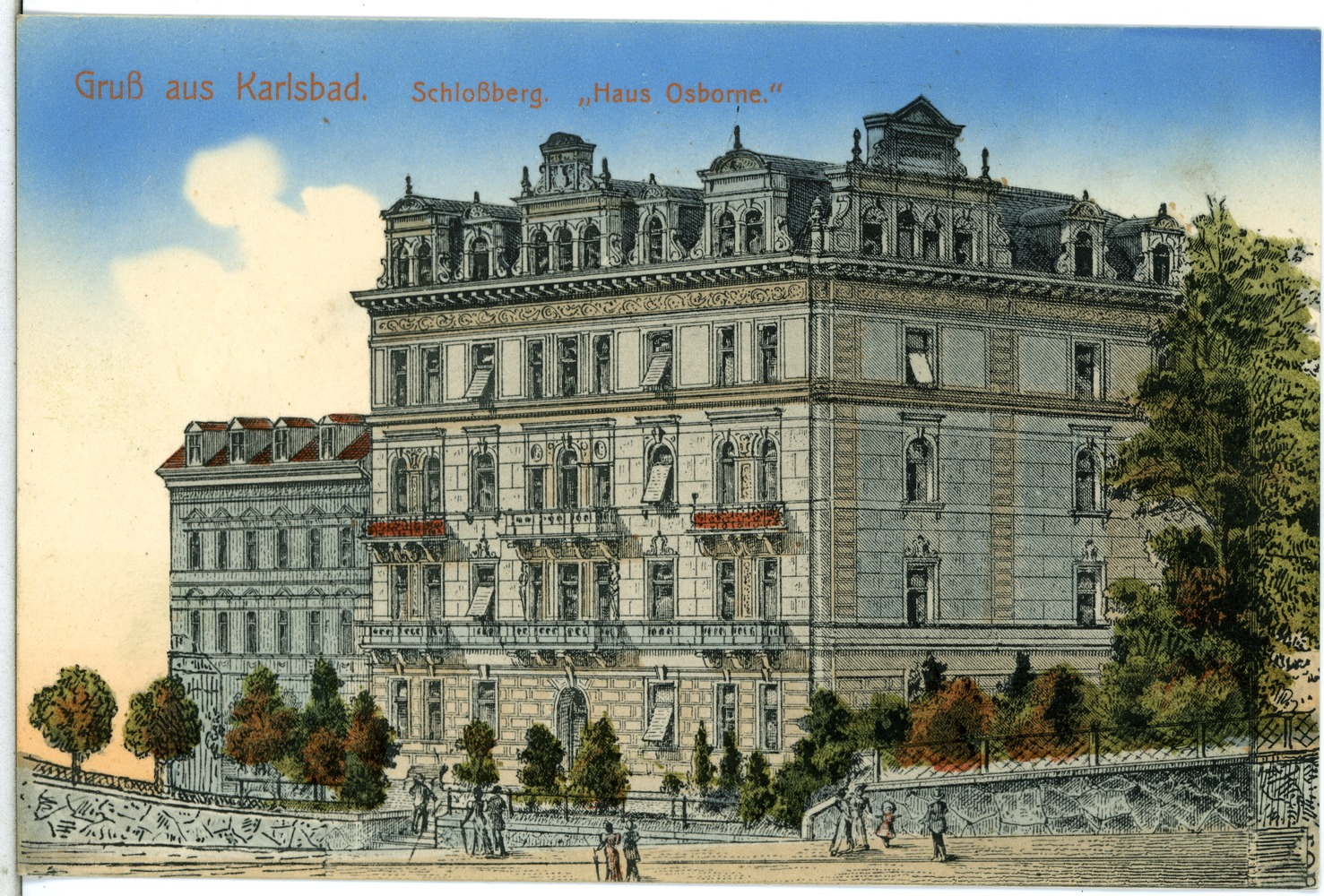
Dům Osborne v roce 1912

Dům pochází z osmdesátých let 19. století.
Je součástí Městské památkové zóny Karlovy Vary. V současnosti (únor 2021) je stavba evidována jako budova s číslem popisným a využitím bytový dům ve společenství vlastníků jednotek.

## Popis
Jedná se o mohutný tříposchoďový nárožní dům situovaný v ulici Zámecký vrch 45, č. p. 971, na okraji čtvrti Westend. Byl postaven ve stylu novorenesance v pozdní fázi přísného historismu. Má střídmou kompozici s balkony na konzolách a skupinou štítů. Nároží je zakončeno trojetážovým štítem. Architektonizované je i dvorní průčelí.